# Reisen Erich Honeckers nach Lateinamerika

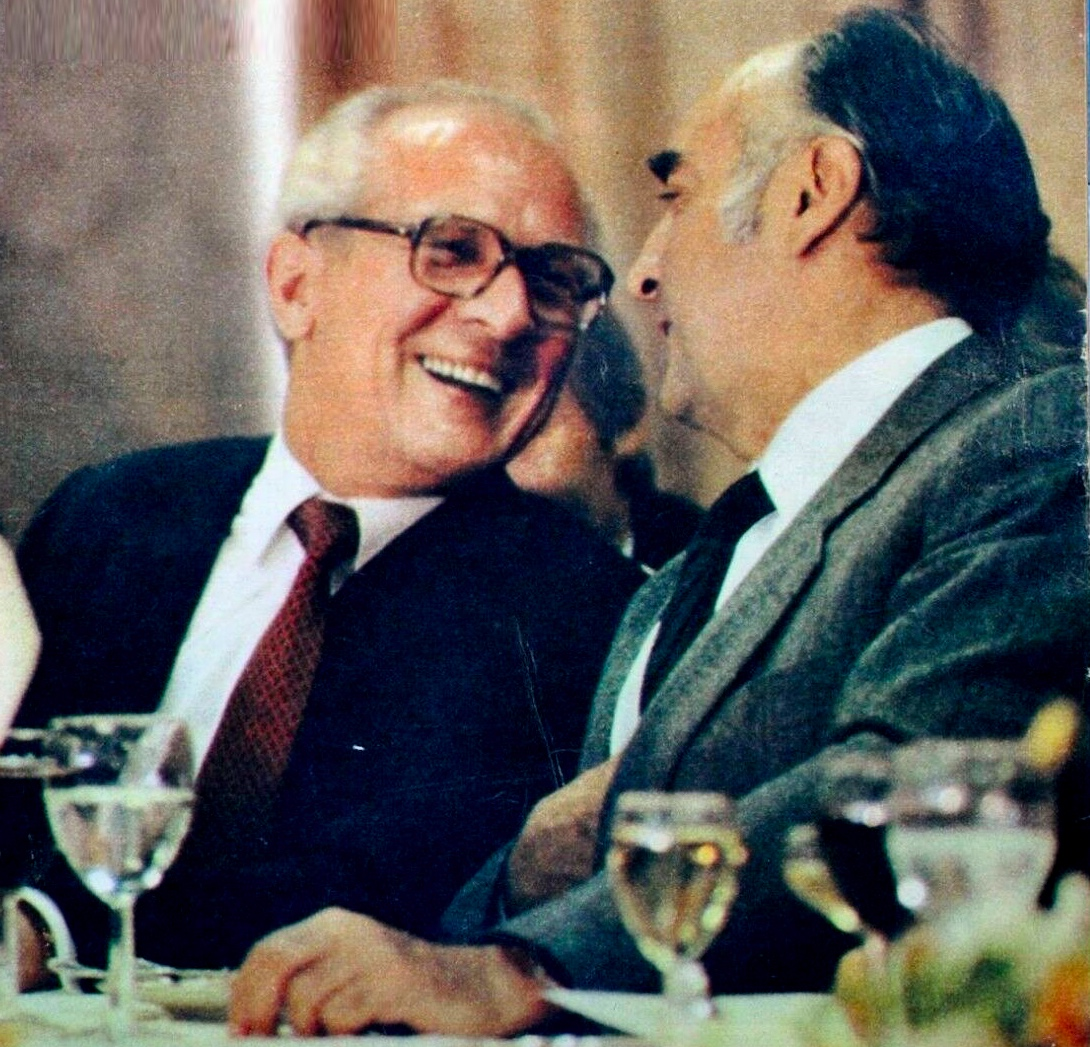
Erich Honecker und Mexikos Präsident López Portillo

Reisen Erich Honeckers nach Lateinamerika gab es 1974, 1980, 1981 und 1993.

## Kuba

### Vorgeschichte

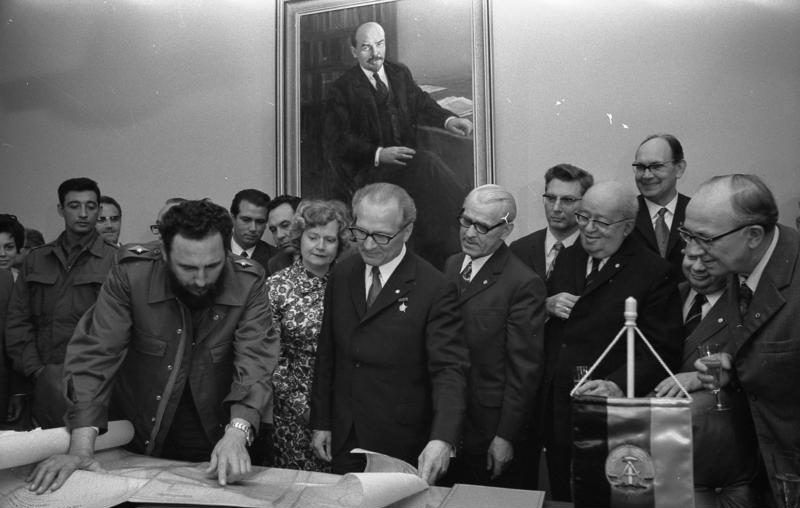
Fidel Castro und Erich Honecker in Berlin 1972

Nach der Revolution in Kuba 1959 entwickelten sich die Beziehungen zu den osteuropäischen sozialistischen Ländern zunächst nur langsam, da es unterschiedliche Vorstellungen über die gesellschaftliche Entwicklung gab. Die Insel in der Nähe zu den USA war aber geopolitisch enorm wichtig. 1963 nahm Kuba diplomatische Beziehungen zur DDR auf, was dann den Abbruch der diplomatischen Beziehungen durch die Bundesrepublik Deutschland für dieses zur Folge hatte, gemäß deren Hallstein-Doktrin. Nach dem US-Embargo 1968 war Kuba gezwungen, sich noch stärker an die osteuropäischen Länder anzupassen. Dieses bedeutete auch eine weitgehende Übernahme von deren Strukturen in Gesellschaft und Wirtschaft.
Nach der Machtübernahme von Erich Honecker 1971 intensivierte die DDR ihr Engagement in Kuba. Sie half mit technischen Anlagen beim Aufbau einer Infrastruktur, bei der Ausbildung von Militär und Sicherheitsorganen, beim Aufbau eines Gesundheitswesens und im Bildungswesen. Für die DDR waren Vertragsarbeiter aus Kuba wichtig für die einheimische Industrie, außerdem bezog sie Zucker, Orangen und Rohstoffe wie Nickel aus dem Land.
1972 kam der Staats- und Parteiführer Fidel Castro erstmals zu einem offiziellen Besuch in die DDR. Die Beziehung zu Erich Honecker wirkte bei den persönlichen Begegnungen stets herzlich und relativ ungezwungen, auch in den folgenden Jahren.

### Staatsbesuch 1974

#### DDR-Delegation
Zu der hochrangigen DDR-Delegation gehörten
- Erich Honecker, Erster Sekretär des ZK der SED
- Horst Sindermann, Vorsitzender des Ministerrates
- Oskar Fischer, Stellvertretender Außenminister
- Werner Lamberz, ZK-Sekretär
- Wolfgang Rauchfuß, Minister
- Paul Markowski, Leiter der Abteilung Internationale Verbindungen des ZK der SED
- Helmut Bauermeister, Botschafter der DDR in Kuba
- Heinz Langer, Sektorenleiter Lateinamerika der Abteilung Internationale Verbindungen des ZK der SED

#### Verlauf
Die Delegation weilte vom 20. bis 26. Februar 1974 in Kuba. Sie wurde vom Staats- und Parteiführer Fidel Castro und weiteren Repräsentanten empfangen.
Nach offiziellen Gesprächen reisten die Gäste durch das Land und besichtigten mehrere Betriebe. Erich Honecker und Horst Sindermann wurden mit dem Nationalorden José Marti ausgezeichnet.

### Staatsbesuch 1980

#### DDR-Delegation
Zur Delegation der DDR gehörten
- Erich Honecker, Vorsitzender des Staatsrats der DDR und Generalsekretär der SED
- Erich Mielke, Minister für Staatssicherheit
- Oskar Fischer, Außenminister
- Gerhard Weiss, stellvertretender Vorsitzender des Ministerrats der DDR
- Harry Spindler, Botschafter der DDR in Kuba

#### Verlauf
Am 27. Mai traf die Delegation unter auf dem Flughafen Havanna ein. Sie wurde von Fidel Castro und weiteren Persönlichkeiten in Havanna empfangen. Danach führte sie Gespräche im Palast der Revolution und an weiteren Orten.
Am 29. Mai besichtigte sie das Zementwerk „Carlos Marx“ in Cienfuegos, das von Fachleuten aus der DDR gebaut wurde und bis in die Gegenwart (2024) das größte in Lateinamerika ist. Am 30. Mai  war Erich Honecker zu Gast bei Fidel Castro auf dessen Yacht und besuchte auch die Ernst-Thälmann-Insel. Außerdem besichtigten sie das ehemalige Gefängnis auf der Isla de la Juventud (Insel der Jugend), in dem Fidel Castro inhaftiert war.
Am 1. Juni wurde ein Vertrag über Freundschaft und Zusammenarbeit zwischen beiden Ländern unterzeichnet. Danach wurde die DDR-Delegation auf dem Flughafen Havanna von Fidel Castro verabschiedet und flog zurück nach Schönefeld.

### Kurzbesuch 1981
Am Abend des 13. September 1981 landete eine DDR-Delegation nach einem vorherigen Besuch in Mexiko auf dem Flughafen von Havanna. Dort wurde sie von Fidel Castro und weiteren Vertretern mit militärischen Ehren empfangen. Anschließend gab es ein Gespräch zwischen beiden Staatsführern.
Nach einigen Stunden flog die Delegation weiter nach Schönefeld, wo sie am Mittag des 14. September landete.

### Weitere Beziehungen
Die Beziehungen zwischen der DDR und Kuba blieben auch in  den folgenden Jahren mit einem wirtschaftlichen, kulturellen und touristischen Austausch gut. Ab etwa 1987 gehörten Erich Honecker und Fidel Castro zu den wichtigsten inneren Gegnern der Reformpolitik von Michail Gorbatschow, da sie wussten, was diese für ihre Länder in der Zukunft bedeuten könnten.

## Mexiko

### Vorgeschichte
Mexiko ist das größte Land Mittelamerikas. Es besitzt umfangreiche Erdölvorkommen und liegt in direkter Nachbarschaft zu den USA.
Präsident López Portillo Portillo bemühte sich nach seiner Wahl 1977 um eine Demokratisierung des Landes. Er reformierte das Wahlrecht, räumte linken Oppositionsparteien mehr Rechte im Parlament  ein und erließ eine Amnestie für linke Guerillakämpfer. Er unterstützte auch die Sandinistische Befreiungsbewegung in Nikaragua und suchte Kontakte zu den sozialistischen osteuropäischen Ländern. 1978 besuchte er Bulgarien.
Die DDR unterstützte Mexiko mit technischen Anlagen und Hilfsgütern.
Der Besuch einer DDR-Delegation in Mexiko sollte auch ihre internationale Anerkennung weiter befördern. Erich Honecker war zuvor schon in Indien (1979), Österreich (1980) und Japan (1981) zu Staatsbesuchen gewesen.

### Staatsbesuch 1981

#### DDR-Delegation
Mitglieder der DDR-Delegation waren
- Erich Honecker, Staatsratsvorsitzender
- Günter Mittag,  ZK-Sekretär für Wirtschaftsfragen
- Oskar Fischer, Außenminister
- Gerhard Beil, Stellvertreter des Ministers für Außenhandel
- Frank-Joachim Herrmann, Leiter der Kanzlei des Staatsratsvorsitzenden
- Peter Lorf, Botschafter der DDR in Mexiko

#### Verlauf
Seit dem 9. September besuchte die Delegation unter Leitung des Staatsratsvorsitzenden Erich Honecker das Land.
Sie wurde von Präsident José López Portillo und weiteren Persönlichkeiten in Mexiko-Stadt empfangen.
In den ersten beiden Tagen wurden politische Gespräche geführt. Am 11. September wurde Erich Honecker zum Ehrenbürger von Mexiko-Stadt ernannt.
Danach reiste die Delegation durch verschiedene Provinzen des Landes.
Am 12. September wurde durch Präsident Portillo das größte Seefunkzentrum Lateinamerikas in Nopaltepec eingeweiht, für das DDR-Techniker das Mobilfunksystem URTES entwickelt hatten.
Erich Honecker wurde auch zum Ehrenbürger der Stadt Merida im Bundesstaat Yucatán ernannt.
An diesem Tag führte der mexikanische Präsident die DDR-Delegation auch durch altindianische Stätten der Maya in Yucatán und der Azteken bei Mexiko-Stadt.
Am Mittag des 13. September flog die Delegation zurück in die DDR, mit einem Zwischenstopp in Kuba.

## Chile

### Vorgeschichte
Erich Honecker hatte nach dem Sturz von Präsident Salvador Allende 1973 tausende Chilenen in die DDR einreisen lassen. Dort erhielten sie eine Wohnung, eine Arbeitsstelle und weitere Unterstützung.
Seine Tochter Sonja heiratete einen Chilenen.
Seit 1992 war Erich Honecker in Untersuchungshaft in Berlin-Moabit. Seine Frau Margot und die Familie der Tochter lebten in dieser Zeit bereits in Santiago de Chile.
Am 13. Januar 1993 wurde er wegen seiner Krebserkrankung aus der Haft entlassen.
Er flog noch am selben Tag von Berlin-Tegel nach Frankfurt am Main und von dort nach Südamerika.

### Aufenthalt 1993–1994
Am 14. Januar landete das Flugzeug in São Paulo in Brasilien und flog dann weiter nach Santiago de Chile.
Dort wurde er von über 100 Personen am Flughafen empfangen.
Danach lebte Erich Honecker mit seiner Frau Margot in einem kleinen Haus in Santiago bis zu seinem Tod am 29. Mai 1994.